# Brevern
 (janvier 2015).
Si vous disposez d'ouvrages ou d'articles de référence ou si vous connaissez des sites web de qualité traitant du thème abordé ici, merci de compléter l'article en donnant les références utiles à sa vérifiabilité et en les liant à la section « Notes et références ».

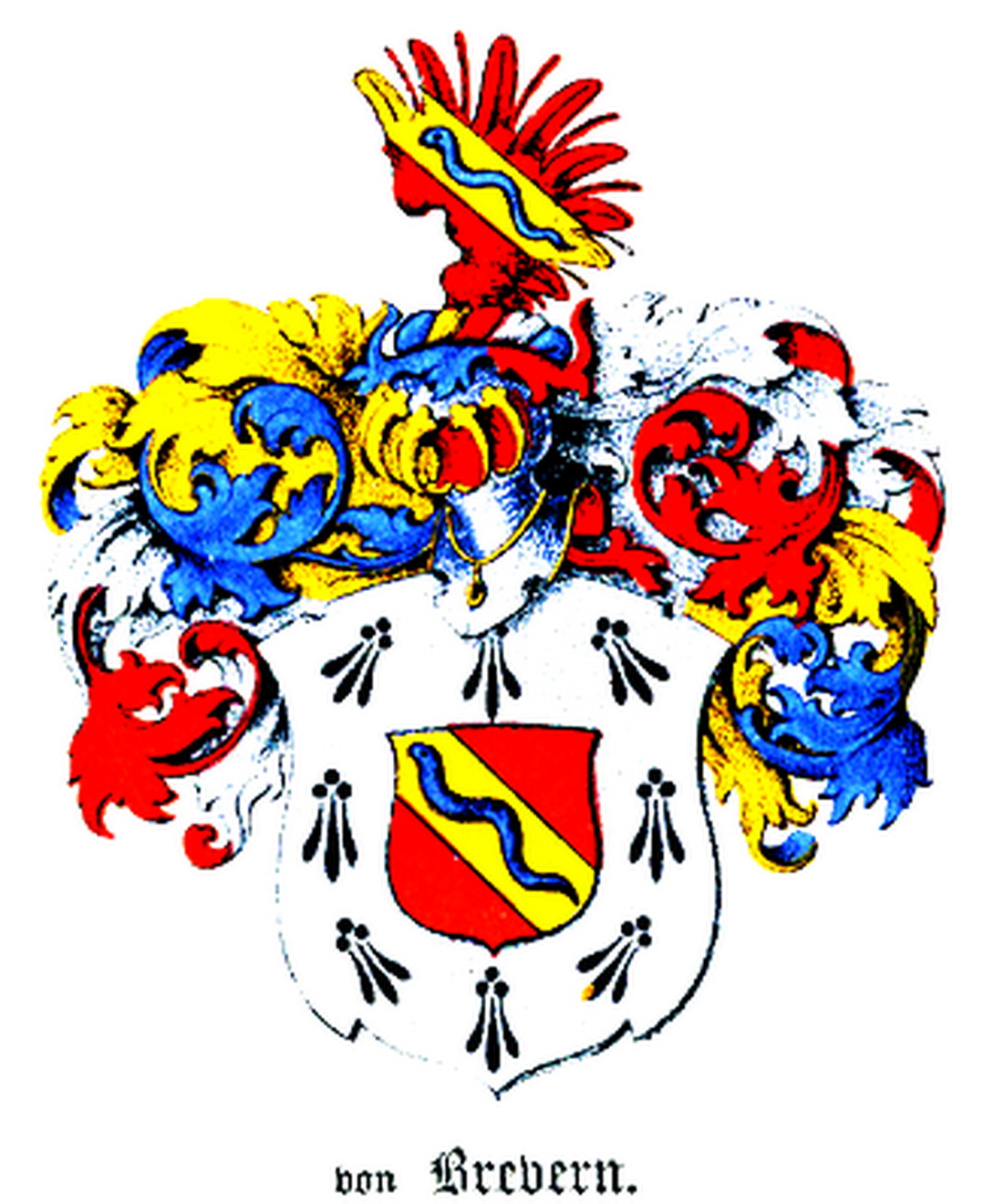
Armoiries de la famille von Brevern

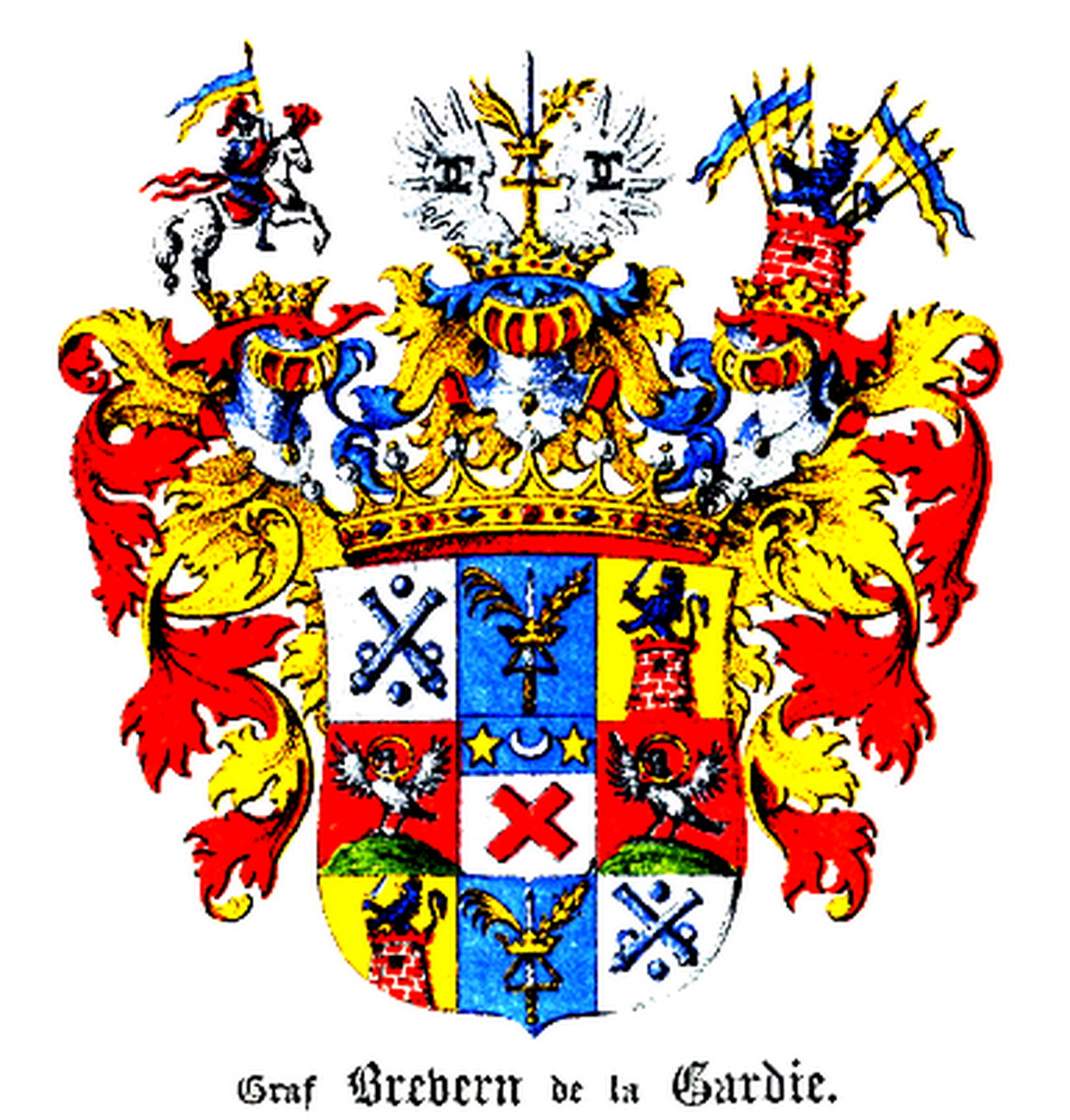
Armoiries des Brevern de La Gardie

La famille von Brevern est une famille de la noblesse allemande de la Baltique, originaire de Silésie, qui s'est illustrée du temps de l'Empire russe.

## Historique
La famille descend de Johann Brever (né en Silésie en 1616 et mort le 12 mai 1700), surintendant de Riga en Livonie suédoise. Il s'est marié deux fois et de son second mariage est né Hermann (1663-1721) qui est anobli par le roi Charles XII en 1694, sous le nom de Brevern. Il est fait vice-président du collège de la Justice (équivalent au ministère de la Justice) de l'Empire russe en 1717 et conseiller d'État.
Par un oukaze impérial du 11 décembre 1852, il est permis, à la requête de l'assemblée de la noblesse du gouvernement d'Estland et du comte Karl Magnus de La Gardie (dernier représentant du nom), que celui-ci transmette son nom, ses armoiries et son titre de comte suédois à Alexandre von Brevern (1814-1890), fils puîné de sa sœur, qui devient désormais le comte Alexandre Brevern de La Gardie.

## Personnalités
- Adam Ludwig von Brevern (1708-1761), fils d'Hermann von Brevern, seigneur des terres de Jaggowal et d'Ilgas dans la paroisse de Jegelecht, ancêtre de la branche de Jaggowal.
- Adam Ludwig "II" +1823
- Alexandre von Brevern (1823-1896), fils de Christoph v. B, général de l'armée impériale russe, héros de la guerre de Crimée
- Alexander Johann von Brevern (1801-1850), major-général, ami de Lermontov
- Carl Hermann von Brevern (1704-1744), conseiller secret, diplomate, président de l'académie impériale des sciences, ministre de l'impératrice Élisabeth.
- Christoph von Brevern (1782-1863), fils de Johann v. B, gouverneur civil de Courlande de 1827 à 1853, seigneur de Kiekel
- Ferdinand von Brevern (1799-1863), fils de Ludwig Reinhold v. B, major-général de l'armée impériale russe, gouverneur d'Estland
- Georg von Brevern (1807-1892), fils d'Heinrich Johann v. B, homme de lettres et généalogiste
- Ivan von Brevern (1812-1885), fils de Christoph v. B, gouverneur civil de Courlande de 1858 à 1868, sénateur
- Johann von Brevern (1749-1803), fils de Peter v. B, grand maréchal de la noblesse d'Estland, seigneur de Kedder, Kostifer et de Kiekel, ancêtre de la branche de Kostifer, époux d'Anna Elisabeth Staël von Holstein (fille de Fabian Ernst Staël von Holstein (1727-1772))
- Heinrich Johann von Brevern (1775-1850), fils de Johann v. B, seigneur de Kedder et de Kostifer
- Karl von Brevern (1880-1943), fils de Ludwig Kar v. B, seigneur de Jaggowal
- Ludwig Reinhold von Brevern (1777-1808), fils d'Adam Ludwig "II" v. B, seigneur de Jaggowal et d'Ilgase, major de l'armée impériale russe
- Ludwig Karl von Brevern (1757-1823), fils de Carl Hermann v. B, ancêtre de la branche d'Altenhof
- Magnus von Brevern (1825-1878), fils d'Heinrich Johann v. B, général de l'armée impériale russe
- Comte Nikolai von Brevern de La Gardie (1856-1929), fils de Pontus Alexander v. B, homme politique
- Peter von Brevern (1711-1756), fils cadet d'Hermann v. B, seigneur de Maart, de Kostifer et de Kedder dans la paroisse de Sankt-Johannis
- Comte Pontus Alexander Ludwig von Brevern de La Gardie (né von Brevern 1814-1890), fils d'Heinrich Johann v. B, général de l'armée impériale russe

## Anciens domaines

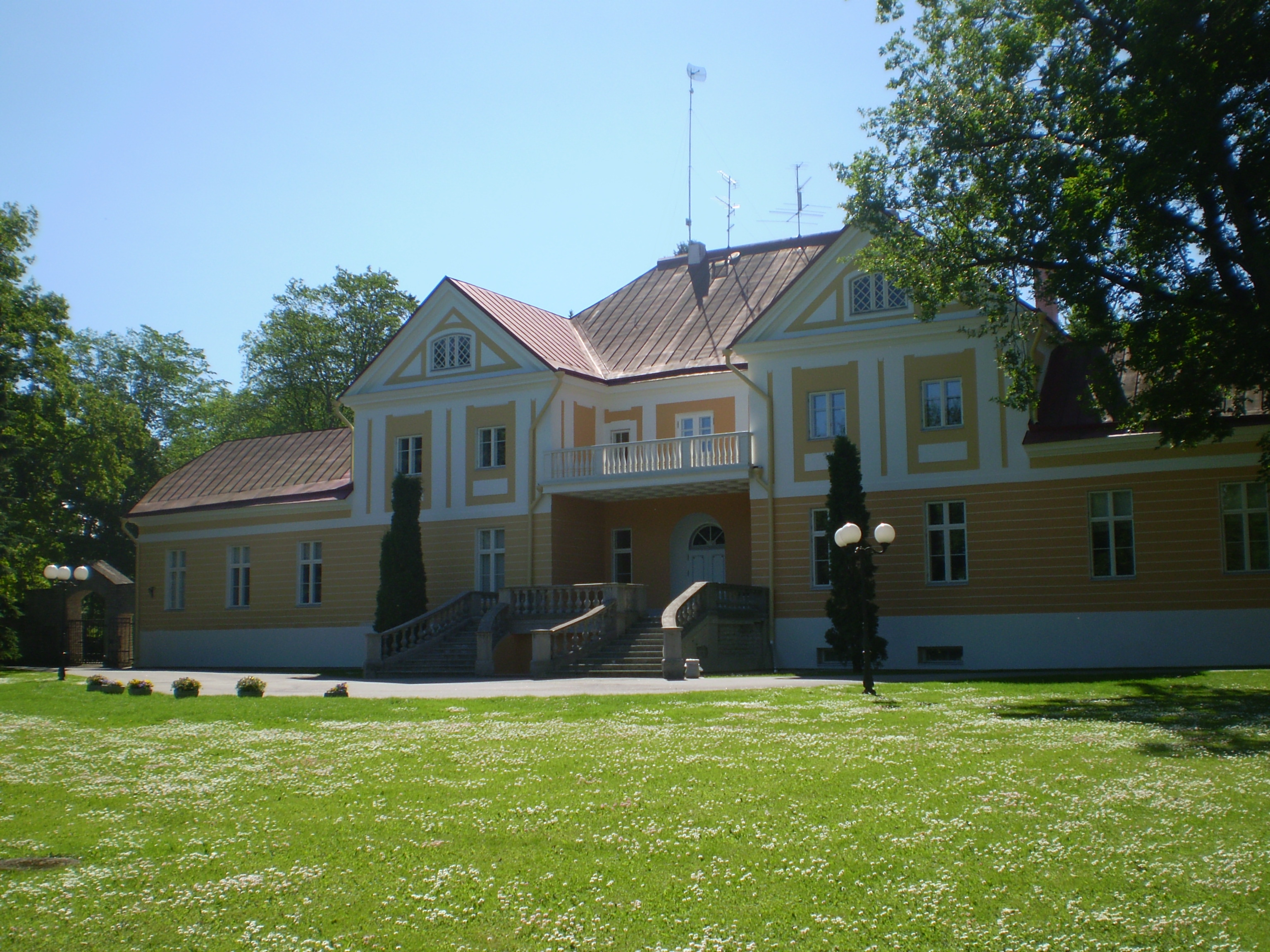
Vue du manoir de Maart (Maardu) en 2010

- Château d'Altenhof
- Manoir de Jaggowal
- Domaine de Kedder
- Manoir de Maart
- Manoir de Saximois